# Kohuke

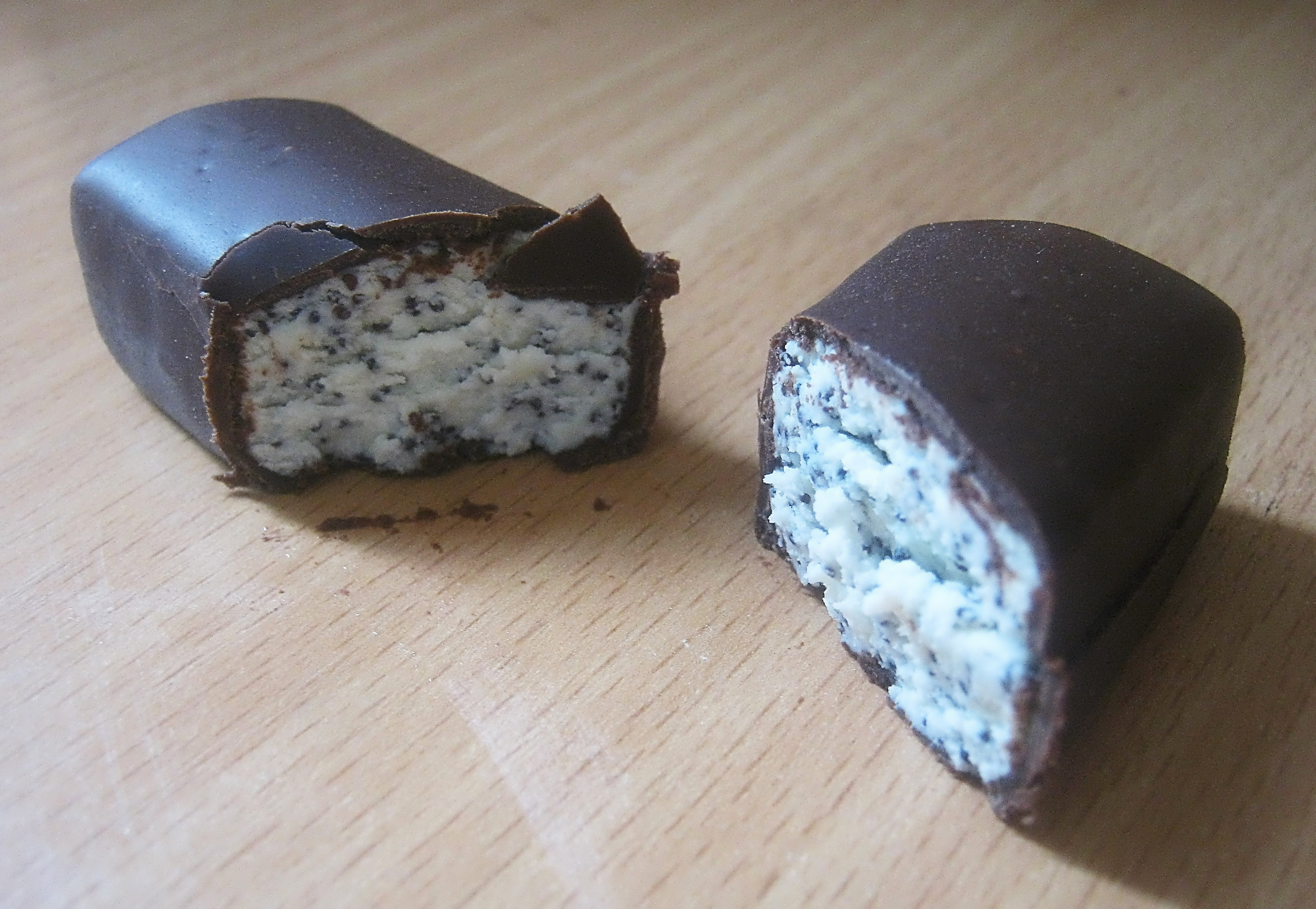
Kohuke aux graines de pavot.

Le kohuke (en letton : biezpiena sieriņš, en lituanien : varškės sūrelis, en russe : сыро́к, syrok, en ukrainien : сиро́к, sırok)) est une friandise à base de lait caillé créée en Union soviétique. Un produit pour les enfants, populaire en Russie, Biélorussie, Ukraine, dans les pays baltes (Estonie, Lettonie et Lituanie) et Kazakhstan.

## Histoire
Il est apparu en URSS dans les années 1930. Cependant, on trouve sa trace dans l'Altaï dès le XIXe siècle.
Sa commercialisation, sous forme de barre de lait caillé recouverte de chocolat, commence dans les années 1950. Dans les années 1970-80, il fait partie intégrante du déjeuner soviétique et figure au menu des restaurants scolaires.

## Recette
D'environ 5 cm de long, le kohuke est fabriqué à partir de lait caillé broyé et pressé avec des raisins secs, de la confiture ou une autre garniture. Ils ne sont parfois pas fourrés et sont alors glacés avec du chocolat, de la vanille, du kiwi ou de la crème aromatisée à la fraise.